# Raúl Conti
(Bruno Roghi)
Raúl Alfredo Conti (Pergamino, 5 febbraio 1928 – Buenos Aires, 5 agosto 2004) è stato un calciatore argentino, di ruolo centrocampista.

## Caratteristiche tecniche
Era una mezzapunta abbastanza estrosa e abile nei dribbling. Quando ispirato era un trascinatore (consueto per un fantasista), ma talvolta la sua tecnica poteva risultare sterile nel gioco di squadra.

## Carriera
(Gianni Antonucci)

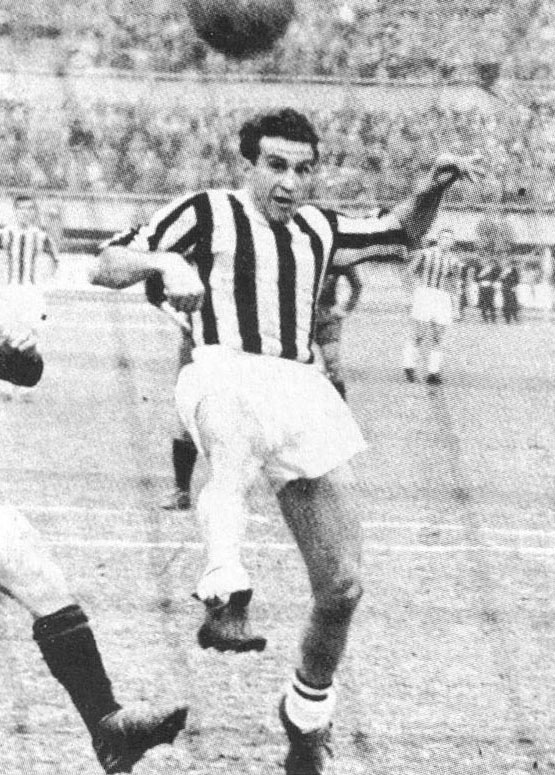
Conti in azione con la maglia della Juventus nella stagione 1956-1957

Figlio di garagista, inizia a giocare a calcio all'età di dodici anni in una rappresentativa locale, la Compania General de Salto Argentino. Dopo tre anni nelle formazioni giovanili viene portato in prima squadra, militante nella IV Divisione argentina. Ingaggiato dal Racing Club nel 1947, per volere di Guillermo Stábile, vince con i biancocelesti quattro campionati di Primera División sotto la guida di "Chino" Cepeda e colleziona la media di 18 reti a stagione. A seguito di un provino con il River Plate di Renato Cesarini viene preso ma rigirato inaspettatamente, dopo soli due mesi, agli italiani del Torino. I tecnici granata, non convinti dal suo individualismo (non viene incluso nella rosa), lo cedono dapprima in prestito e poi definitivamente ai monegaschi del Monaco, che contribuisce attivamente a far promuovere in Ligue 1.
Entrato nel mirino della Juventus, gioca con i piemontesi 30 partite nella stagione 1956-1957 (per un totale di 7 gol). Pur con l'attenuante di capitare in una squadra bianconera di transizione, persino impelagata nei bassifondi della classifica, Conti viene tuttavia ricordato a Torino come «l'uomo sbagliato al momento sbagliato», in quanto giocatore di talento ma privo del carisma necessario per incidere in campo e imporsi nello spogliatoio: riesce comunque a lasciare un segno nella sfida-salvezza del 5 maggio 1957 contro il Palermo, vinta dalla Juventus in goleada per 6-4. Passa poi all'Atalanta, sempre in Serie A.
Dopo un solo anno con gli orobici viene venduto al Bari. Gioca in biancorosso gli ultimi quattro anni della sua carriera, di cui tre nel massimo campionato e uno, l'ultimo, in Serie B, dividendo i tifosi biancorossi dell'epoca tra simpatizzanti e non. Del quadriennale trascorso con i pugliesi è rimasto agli annali un infortunio che Conti ha subìto nella gara contro il Milan, valida per la dodicesima giornata del campionato 1960-1961 e giocatasi il 25 dicembre: al 18' l'interno viene colpito violentemente alla gamba sinistra dall'accorrente Sandro Salvadore. Diagnosticatagli la rottura del menisco, Raul deve rimanere in cura per quaranta giorni. Nel frattempo i galletti, privi di Conti, ricavano due punti nelle seguenti sei gare.
L'avvocato barese Aurelio Gironda, forte sostenitore biancorosso, denuncia quindi il difensore milanista, definendo il fallo «da codice penale». Per la prima volta nella storia, quindi, il calcio entra nei tribunali; lo stesso Conti non s'è neanche costituito parte civile (infatti, intervistato nell'istruttoria, il calciatore considera involontario il fallo ricevuto). Nel febbraio del 1962 Salvadore viene riconosciuto colpevole e gli viene pertanto comminata una multa di cinquanta milioni di lire da aggiungere alle spese processuali. La motivazione addotta dal giudice Giacinto De Marco sta nel fatto che superati certi limiti, un fallo sportivo può essere punito come reato comune.
Dopo la nascita a Bari del figlio Norberto, il fantasista chiude la sua carriera a 34 anni, lasciando definitivamente l'Italia.